# Bill Crow
Bill Crow (* 27. prosince 1927 Othello, Washington, USA) je americký jazzový kontrabasista. Začínal jako trumpetista, ale u tohoto nástroje příliš dlouho nevydržel a během studií na vysoké škole přešel k saxofonu. Když v roce 1946 nastoupil do armády, hrál zde také na pozoun a bicí. I po návratu z armády hrál převážně na pozoun, ale brzy poté se jeho hlavním nástrojem stal kontrabas. Během své kariéry nahrál velké množství alb jako sideman; hrál s mnoha hudebníky, mezi které patří Al Haig, J. J. Johnson, Stan Getz, Marian McPartland, Teddy Charles nebo Gerry Mulligan. Své první album jako leader nazvané Jazz Anecdotes vydal v roce 1996; druhé From Birdland to Broadway následovalo v roce 2002.